# Ромодановский, Юрий Иванович
Князь Юрий Иванович Ромодановский (ум. февраль 1683) — русский государственный и военный деятель, комнатный стольник, голова, воевода и боярин во времена правления Алексея Михайловича и Фёдора Алексеевича.
Из княжеского рода Ромодановские. Единственный сын боярина князя Ивана Ивановича Меньшого Ромодановского (ум. 1671).

## Биография

### Служба Алексею Михайловичу
Впервые упоминается в дворцовых разрядах 16 января 1648 года, когда в звании стольника присутствовал на свадьбе царя Алексея Михайловича с Марией Ильиничной Милославской, был двадцать третьим в свадебном поезде. В мае этого же года упомянут чашником «на погребе сидел» во время государева богомольного похода в Троице-Сергиев монастырь.
В 1649 году сопровождал царя в поездках в сёла: Коломенское, Голенищево, Покровское, Можайск и Новодевичий монастырь.
В мае 1650 года князь Юрий Иванович Ромодановский был назначен на воеводство во Мценск, для охранения от прихода крымцев и нагайцев, но пробыл там недолго. 20 сентября того же года по царскому указу был отпущен в Москву.
В 1652 году за царский столом на князя Юрия Ивановича, служившего у большого стола, бил челом его родной дядя Григорий Григорьевич Ромодановский, служивший за кривым столом. Между дядей и племянником произошел местнический спор. Царь отклонил челобитье князя Григория Григорьевича и приказал ему служить за кривым столом, но последний отказался и был за это «посажен в железа».
В 1654 году в начале русско-польской войны князь Ю. И. Ромодановский, получивший звание пятого ближнего человека и есаула в царском полку, участвовал в походе русской армии под предводительством Государя на Смоленск. В июле того же года ездил из Рославля по царскому поручению в Полоцк, к боярину Василию Петровичу Шереметеву с милостивым государевым словом за взятие города. 23 сентября по царскому указу князь Юрий Ромодановский ездил в Москву, где сообщил царице, царевичу Алексею и патриарху Никону о взятии Смоленска.
В декабре 1655 года князь Юрий Иванович Ромодановский был назначен первым воеводой в завоеванный город Могилев, но уже 22 декабря присутствовал на новоселье патриарха Никона в новой Крестовой палате, где в присутствии самого царя, патриарха Антиохийского Макария, грузинского, касимовского и сибирского царевичей, служил у стола и наливал пить. Находился в Москве до июня 1656 года, во время торжественных царских обедов «пить наливал».
20 июня 1656 году князь Юрий Иванович Ромодановский участвовал в царском походе из Смоленска против шведского короля на Ригу, был сотенной головой у стряпчих в государевом полку. В октябре был царём отправлен в Москву к царице, царевичу и патриарху с известием о взятии города Юрьева (Дерпта).
В январе 1658 года по царскому поручению князь Юрий Иванович Ромодановский встречал за Москвой, за Сретенскими воротами, кызылбашского посла в чине головой у сотни стряпчих. 10 июля того же года, по царскому поручению ездил в Успенский собор объявить патриарху Никону царский гнев, за то что патриарх писался «великим государём», после чего патриарх сложил перед народом с себя полномочия.
В 1659 году приглашен за государев стол в трапезной Новодевичьего монастыря.
В мае 1660 года шестой чашник подносивший Государю пить в Грановитой палате при приёме грузинского царевича Николая Давыдовича.
В 1664 году в звании чашника Юрий Ромодановский присутствовал при приёме в Грановитой палате английского посла, герцога Чарльза Говарда. В следующем 1665 году князь Юрий Иванович Ромодановский получил боярство.
В марте 1668 года боярин князь Юрий Иванович Ромодановский присутствовал на праздновании царских именин. В 1667—1671 годах руководил Пушкарным приказом.
В 1669 году вместе с другими боярами, окольничими, думными людьми и дьяками «дневал и ночевал» у гроба царевича Симеона Алексеевича.
22 января 1671 года присутствовал на свадьбе царя Алексея Михайловича с Натальей Кирилловной Нарышкиной.
В 1673—1676 годах находился на воеводстве в Казани.

### Служба Фёдору Алексеевичу
В 1676 году после смерти царя Алексея Михайловича и вступления на царский престол его сына Фёдора Алексеевича боярин князь Юрий Иванович Ромодановский был вызван из Казани в Москву. В октябре и ноябре 1676 года ездил в поход с царём в село Покровское, Каширский приход, Троице-Сергиеву лавру, Александровскую слободу и Переяславль-Залесский. В марте 1678 года в составе боярской делегации сопровождал царя в поездке в село Измайлово. В 1679 году Юрий Ромодановский в последний раз упоминается в дворцовых разрядах. В ноябре во время поездки Государя в село Измайлово, бояре Черкасский и Ромодановский были оставлены в Москве.
В январе 1682 году двенадцатый боярин в Боярской думе, подписал соборное уложение об отмене местничества.
В феврале 1683 года боярин князь Юрий Иванович Ромодановский скончался и был погребён патриархом Иоакимом в Георгиевском монастыре в Москве.

## Семья
От брака с неизвестной имел детей:
- Князь Фёдор Юрьевич Ромодановский (1640—1717) — князь-«кесарь» с 1697 года, глава Преображенского приказа розыскных дел, Сибирского и Аптекарского приказов, сподвижник царя Петра Алексеевича Великого.

## Критика
В Боярской книге 1658—1676 годов князь Юрий Иванович Ромодановский уже был записан в чине — боярин.